# Goniomitrium africanum
Goniomitrium africanum är en bladmossart som beskrevs av Brotherus 1903. Goniomitrium africanum ingår i släktet Goniomitrium och familjen Funariaceae. Inga underarter finns listade i Catalogue of Life.